# Pterostylis atrans
Pterostylis atrans är en orkidéart som beskrevs av David Lloyd Jones. Pterostylis atrans ingår i släktet Pterostylis och familjen orkidéer. Inga underarter finns listade i Catalogue of Life.